# Catarina II da Rússia
Catarina II (Estetino, 2 de maio de 1729 – São Petersburgo, 17 de novembro de 1796), conhecida como Catarina, a Grande, foi a Imperatriz da Rússia de 1762 até sua morte. Nascida como princesa Sofia Frederica Augusta de Anhalt-Zerbst-Dornburg, era a filha mais velha de Cristiano Augusto, Príncipe de Anhalt-Zerbst, e sua esposa Joana Isabel de Holsácia-Gottorp. Sofia se converteu para a Igreja Ortodoxa Russa, assumiu o nome de Catarina Alexeievna e se casou com o grão-duque Pedro Feodorovich, nascido príncipe de Holsácia-Gottorp, em 1745. Seu marido ascendeu ao trono russo em janeiro de 1762 como Pedro III e ela organizou um golpe de estado que o tirou do trono em julho, com Pedro morrendo alguns dias depois supostamente assassinado.
Durante o seu reinado, o Império Russo melhorou a sua administração e continuou a modernizar-se. O reinado de Catarina revitalizou a Rússia, que cresceu com ainda mais força e tornou conhecida como uma das maiores potências europeias. Os seus sucessos dentro da complexa política externa e as suas represálias por vezes brutas aos movimentos revolucionários (mais notavelmente na Rebelião Pugachev) complementaram a sua caótica vida privada. Causava escândalo frequentemente, dada a sua tendência para relações que espalhavam rumores por todas as cortes europeias.
Catarina subiu ao poder supostamente após uma conspiração por ela mesma elaborada que depôs o seu marido, o czar Pedro III, e o seu reinado foi o apogeu da nobreza russa. Pedro III, sob pressão da mesma nobreza, tinha já aumentado a autoridade dos grandes proprietários de terra nos seus mujique e servos. Apesar dos deveres impostos nos nobres pelo primeiro modernizador proeminente da Rússia, o czar Pedro I, e apesar das amizades de Catarina com os intelectuais do iluminismo na Europa Ocidental (em particular Denis Diderot, Voltaire e Montesquieu), a imperatriz não considerava prático melhorar as condições de vida dos seus súbditos mais pobres que continuavam a ser ostracizados (por exemplo) por conscrição militar. As distinções entre os direitos dos camponeses nos estados votchine e pomestie desapareceram virtualmente na lei e na prática durante o seu reinado.
Em 1785, Catarina conferiu à nobreza a Carta Régia da Nobreza, aumentando ainda mais o poder dos senhores de terra. Nobres em cada distrito elegiam um "marechal da nobreza" que falava em seu nome à monarca sobre problemas que os afetavam, em especial os problemas econômicos.

## Primeiros anos e família
O pai de Catarina, o príncipe Cristiano Augusto de Anhalt-Zerbst, pertencia à família reinante de Anhalt, mas servia o exército prussiano, onde detinha o posto de general. Após a morte do seu pai, o príncipe e marechal-de-campo do exército da Prússia Leopoldo de Dessau assumiu o poder do Ducado de Anhalt-Zeberst, cuja capital era Estetino, a mesma cidade onde a imperatriz russa havia nascido. Nascida com o nome de Sofia Frederica Augusta de Anhalt-Zerbst-Dornburg, Princesa de Holsácia, a futura imperatriz russa tinha a alcunha de "Figchen". Como era costume nas cortes alemãs da época, a jovem princesa recebeu uma excelente educação de duas governantas francesas, a primeira Madeleine Cardel que, depois de casada, foi substituída pela sua irmã Babet Cardel. Além da governanta, havia um tutor para cada área da educação de Sofia. A sua infância foi bastante calma, e a própria Catarina escreveria ao barão Grimm que "não consigo ver nada de interessante nela". Apesar de ter nascido como princesa, a sua família tinha pouco dinheiro, o que pode ter contribuído para a sua infância aparentemente monótona. Catarina ascendeu na escada social graças aos laços de parentesco que a sua mãe, a duquesa Joana Isabel de Holsácia-Gottorp, tinha com membros proeminentes da realeza.

### Candidata a esposa do herdeiro do trono russo

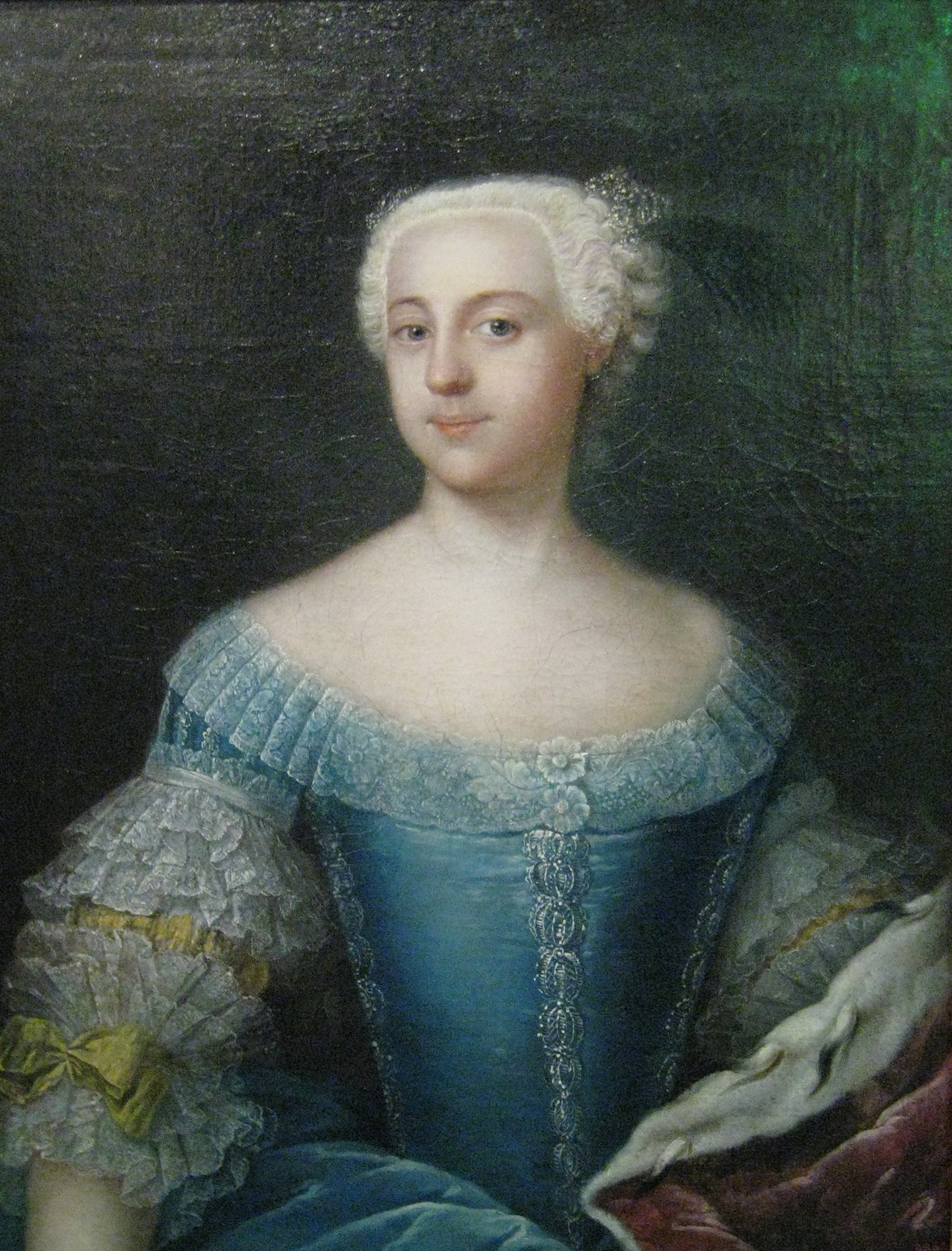
Princesa Sofia Augusta
Por Anna Rosina de Gasc, 1742, no Museu Russo

A escolha de Sofia para esposa do futuro czar Pedro de Holsácia-Gottorp resultou de uma quantidade generosa de negociações diplomáticas nas quais o conde Lestocq, a tia de Pedro (na altura a imperatriz reinante Isabel da Rússia) e o rei Frederico II da Prússia participaram. Lestocq e Frederico queriam fortalecer a amizade entre a Prússia e a Rússia para, assim, enfraquecer a influência da Áustria e arruinar o chanceler russo, Bestuzhev, em quem a czarina Isabel confiava, e que era conhecido por pretender instituir uma cooperação russo-austríaca, o que não era visto com bons olhos. Catarina conheceu Pedro aos dez anos de idade e, segundo o que escreveu, parece ter achado o príncipe detestável desde o primeiro encontro. Não gostou da sua tez pálida e do gosto por álcool que já demonstrava nesta tenra idade.
A intriga diplomática falhou, principalmente devido à intervenção da mãe de Sofia, uma mulher inteligente e ambiciosa. Os relatos históricos descrevem a mãe de Catarina como uma pessoa emocionalmente gélida e fisicamente abusiva, que adorava boatos e intrigas da corte. A sede de Joana por fama concentrava-se na possibilidade de a filha se tornar imperatriz da Rússia, mas enfureceu a imperatriz Isabel que, posteriormente, a baniu do país por espiar a sua corte a mando do rei Frederico II da Prússia. A imperatriz conhecia bem a família: ela própria pretendera casar-se com o irmão de Joana, Carlos Augusto de Holsácia-Gottorp, mas ele morrera de varicela em 1727 antes de o casamento acontecer. Mesmo assim, Isabel afeiçoou-se à filha de Joana. Isabel convocou Sofia em 1744 para visitar a Rússia com objetivo de casá-la com o seu sobrinho Pedro, herdeiro do trono. Esta escolha deveu-se, entre outros, ao fato de Sofia ser muito culta, falar fluentemente o francês, tocar piano e violino, instrumento que sempre a acompanhou, tendo recebido o primeiro em 1738 quando tinha somente nove anos de idade. Ao chegar à Rússia, não poupou esforços para se integrar, não apenas com a imperatriz Isabel, mas com o seu futuro marido e com o povo russo. Esforçou-se por aprender a língua russa com tanto afinco que costumava levantar-se ao meio da noite e andar descalça de um lado para o outro do quarto a repetir as suas lições. Tal resultou num ataque severo de pneumonia em março de 1744. Quando escreveu as suas memórias, disse que, naquela altura, tinha decidido correr todos os riscos e passar por tudo o que fosse necessário para um dia poder ostentar a coroa. A consistência do seu caráter ao longo da sua vida faz com que seja muito provável que, aos quinze anos, ela possuísse maturidade necessária para adotar essa sensata conduta de vida.

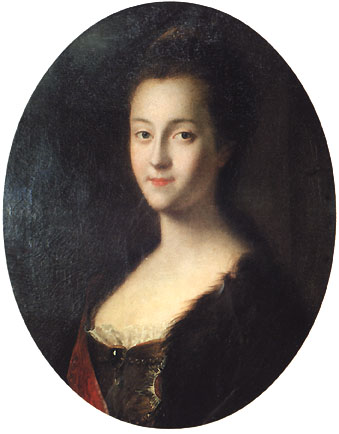
A grã-duquesa Catarina em seu primeiro ano de casamento
Por Louis Caravaque, 1745, no Gatchina Palace Portrait Gallery

O pai da princesa Sofia, um luterano muito devoto, opôs-se firmemente à conversão da filha à Religião Ortodoxa. Apesar dos seus pedidos, em 28 de junho de 1744, a Igreja Ortodoxa Russa recebeu Sofia com o novo nome de Catarina Alekseyevna. No dia seguinte, realizou-se uma cerimônia formal de noivado. O há muito planejado casamento dinástico aconteceu finalmente no dia 21 de agosto de 1745 em São Petersburgo. Sofia tinha dezesseis anos de idade. O pai dela não viajou à Rússia para assistir ao casamento. O noivo, então conhecido por Pedro de Holsácia-Gottorp, tinha-se tornado duque de Holsácia-Gottorp (um ducado localizado a noroeste da Alemanha, perto da fronteira com a Dinamarca) em 1739. Os recém-casados passaram a residir no Palácio de Oranienbaum, que seria a residência oficial da "corte jovem" durante anos.
Como a própria imperatriz viria a recordar na sua autobiografia, logo que chegou à Rússia adoeceu de pleurisia, uma doença que quase a matou. Catarina disse que devia a sua sobrevivência às frequentes sangrias a que a sujeitavam, tendo-lhe sido extraído sangue quatro vezes num único dia. A sua mãe, que se opunha a essa prática, passou a ser malvista pela imperatriz. Quando o estado de Catarina parecia não ter solução, sua mãe queria que ela fizesse a sua última confissão a um padre luterano, mas Catarina, acordando do seu estado de delírio, terá dito: "Não quero nenhum luterano, quero um padre ortodoxo!". Esse episódio fez com que a imperatriz Isabel a estimasse muito.
O conde Andrei Shuvalov, camareiro de Catarina, conhecia bem o diarista James Boswell (1740 - 1795) que afirmou que Shuvalov partilhava informações privadas sobre a imperatriz e a sua família. Alguns destes rumores incluíam o de que Pedro tinha uma amante (Isabel Vorontsova) e outros sobre as traições de Catarina com Sergei Saltykov, Gregório Grigoryevich Orlov (1734 - 1783), Grigori Alexandrovich Potemkin, Stanislaw Augusto Poniatowski, Alexandre Vassilchikov, entre outros. Catarina se amiga da princesa Catarina Vorontsova-Dashkova, irmã da amante do marido, que a apresentou a vários grupos políticos importantes que se opunham ao seu marido. O péssimo temperamento de Pedro III começou a intensificar-se cada vez mais, descarregando a sua fúria nos residentes do palácio: ostracizava os criados, obrigando-os a praticar exercícios esgotantes de manhã que eram depois mandados para o quarto de Catarina para cantar e dançar até altas horas da noite. Catarina ficou grávida da sua segunda filha, Ana, que apenas viveu durante quatro meses em 1759. Devido aos vários rumores sobre o comportamento indecente de Catarina, Pedro disse depois que não era o pai biológico da criança e vociferou "Vai para o diabo!" quando Catarina negou furiosamente esta acusação. Durante este período, Catarina sai da corte, passando grande parte do tempo sozinha nos seus aposentos para se esconder do comportamento violento de Pedro e evitar dar a sua opinião sobre as suas táticas militares.

Sobre a sua vida na Rússia antes de ascender ao trono, Catarina exclamou: 
"A felicidade e a infelicidade estão no coração e na alma de cada um de nós: se se sente infeliz, então esteja acima da adversidade e faça com que a felicidade não dependa de nada".

## Reinado de Pedro III e golpe de Estado

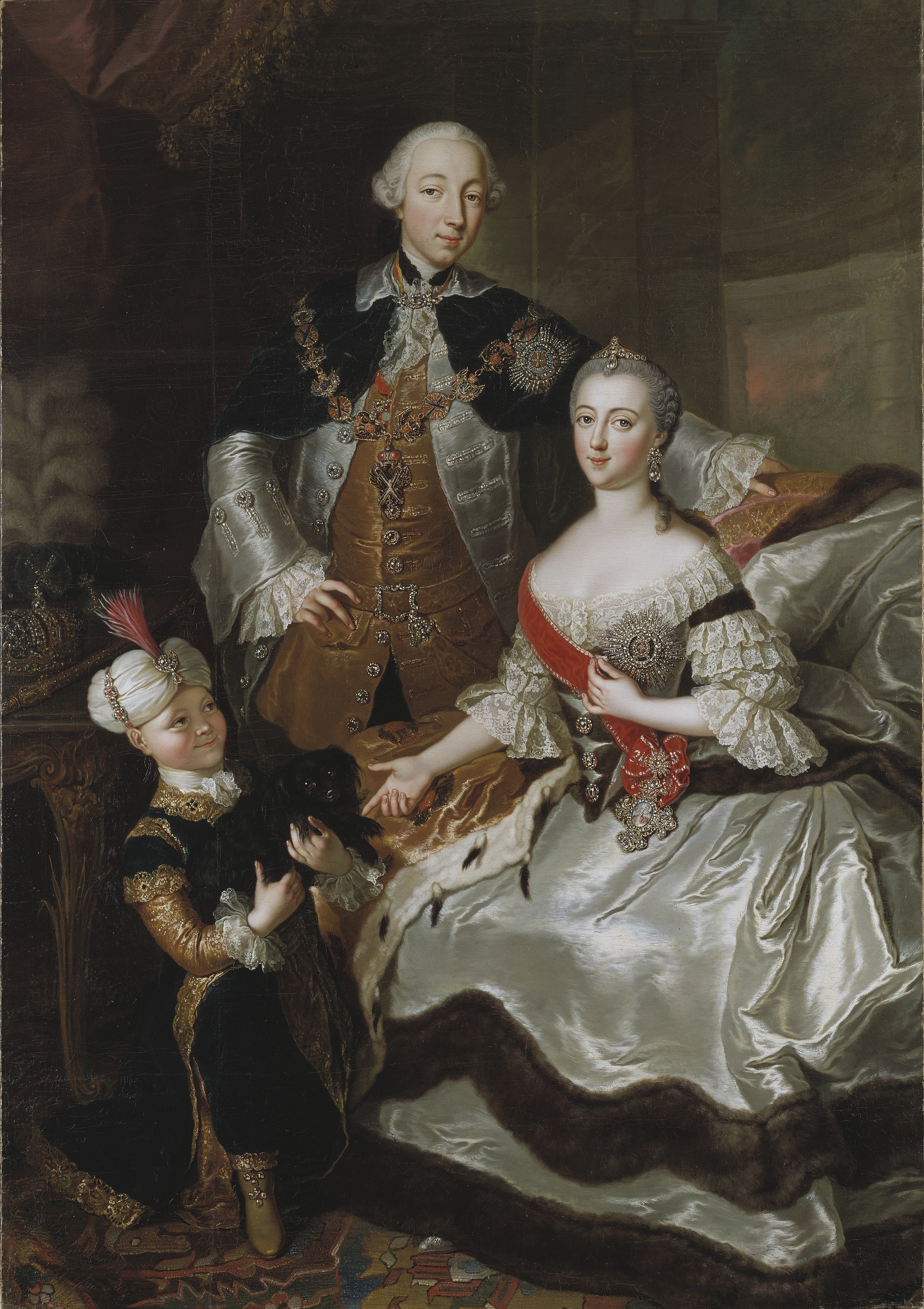
Catarina com o seu marido, o czar Pedro III e o filho, o futuro czar Paulo I, em 1760

Após a morte da imperatriz Isabel em 5 de janeiro de 1762, Pedro, o grão-duque de Holsácia-Gottorp, sucedeu ao trono como Pedro III da Rússia. Catarina, que antes detinha o título de grã-duquesa, tornou-se imperatriz-consorte da Rússia. O casal imperial mudou-se para o novo Palácio de Inverno em São Petersburgo.
As excentricidades e políticas do novo czar, incluindo a sua grande admiração pelo rei Frederico II da Prússia, enfureceram alguns círculos sociais que a própria Catarina tinha criado. Além disso, Pedro interveio numa disputa entre o seu ducado de Holsácia e a Dinamarca.
O apoio insistente de Pedro a Frederico II, que tinha observado a ocupação de Berlim pelas tropas russas em 1760, mas agora sugeria repartir os territórios polacos com a Rússia, fê-lo perder muito do apoio da nobreza. (A Rússia e a Prússia tinham lutado uma contra a outra durante a Guerra dos Sete Anos que durou até Pedro subir ao trono.)
Em julho de 1762, pouco depois de estar seis meses no trono, o czar Pedro cometeu o erro político de se retirar com os seus cortesãos de Holstein para Oranienbaum, na Finlândia, deixando a sua esposa sozinha em São Petersburgo. Nos dias 13 e 14 de julho, a guarda imperial revoltou-se, depôs Pedro e proclamou Catarina como governante da Rússia. O golpe sem sangue teve sucesso.
Três dias depois, em 17 de julho de 1762, apenas seis meses após a sua ascensão ao trono, Pedro III faleceu em Ripsha, às mãos de Alexei Orlov, irmão mais novo de Gregório Orlov, o amante de Catarina. Os historiadores não encontraram provas de que Catarina estivesse envolvida directamente no suposto assassinato. Mesmo apesar de, na altura, existirem outros pretendentes ao trono (Ivan VI, nascido em 1740 e a viver em Schlüsselburg e a princesa Tarakanova, nascida em 1753), foi Catarina quem sucedeu ao seu marido, mesmo apesar de não ter qualquer ligação de parentesco com a família Romanov, seguindo assim o mesmo procedimento da imperatriz com o mesmo nome, Catarina I, que tinha sucedido ao seu marido, Pedro, o Grande, em 1725.
O estatuto técnico de Catarina é ainda discutido entre o de "regente" ou "usurpadora". O primeiro apenas faria sentido enquanto o seu filho Paulo não atingisse a maioridade, o que aconteceu durante a década de 1770. Nesta altura um grupo de nobres ligados a Paulo contemplaram a possibilidade de um novo golpe de estado para depôr Catarina e colocá-lo no poder, formando uma monarquia constitucional. Contudo nada aconteceu e Catarina reinou até à sua morte em 1796.

## Política externa
Durante o seu reinado, Catarina amplificou as fronteiras do Império Russo para sul e para o ocidente, absorvendo a Nova Rússia, Crimeia, Ucrânia, Bielorrússia, Lituânia e Curlândia, ao custo de, maioritariamente, duas potências – o Império Otomano e a República das Duas Nações. Ao todo ela acrescentou cerca de 518 000 quilómetros ao território russo.
O ministro de negócios estrangeiros de Catarina, Nikita Panin (em funções entre 1763 e 1781), influenciou em muito o início do seu reinado. Um estadista astuto, Panin dedicou muito esforço e milhões de rublos para conseguir o "Acordo do Norte" entre a Rússia, a Prússia, a Polónia e a Suécia, para contrapor a Liga Bourbon-Habsburgo. Quando se tornou claro que o seu plano não daria frutos, Panin perdeu o seu lugar privilegiado com Catarina e foi substituído por Ivan Osterman que exerceu funções desde 1783 até 1797.
Catarina assinou um tratado comercial com a Grã-Bretanha em 1766, mas evitou uma aliança militar. Apesar de compreender os benefícios de uma boa relação com a Grã-Bretanha, não confiava no aumento de poder que o país tinha visto desde a sua saída vitoriosa da Guerra dos Sete Anos e que ameaçava a balança do poder na Europa.

### Guerras Russo-Turcas

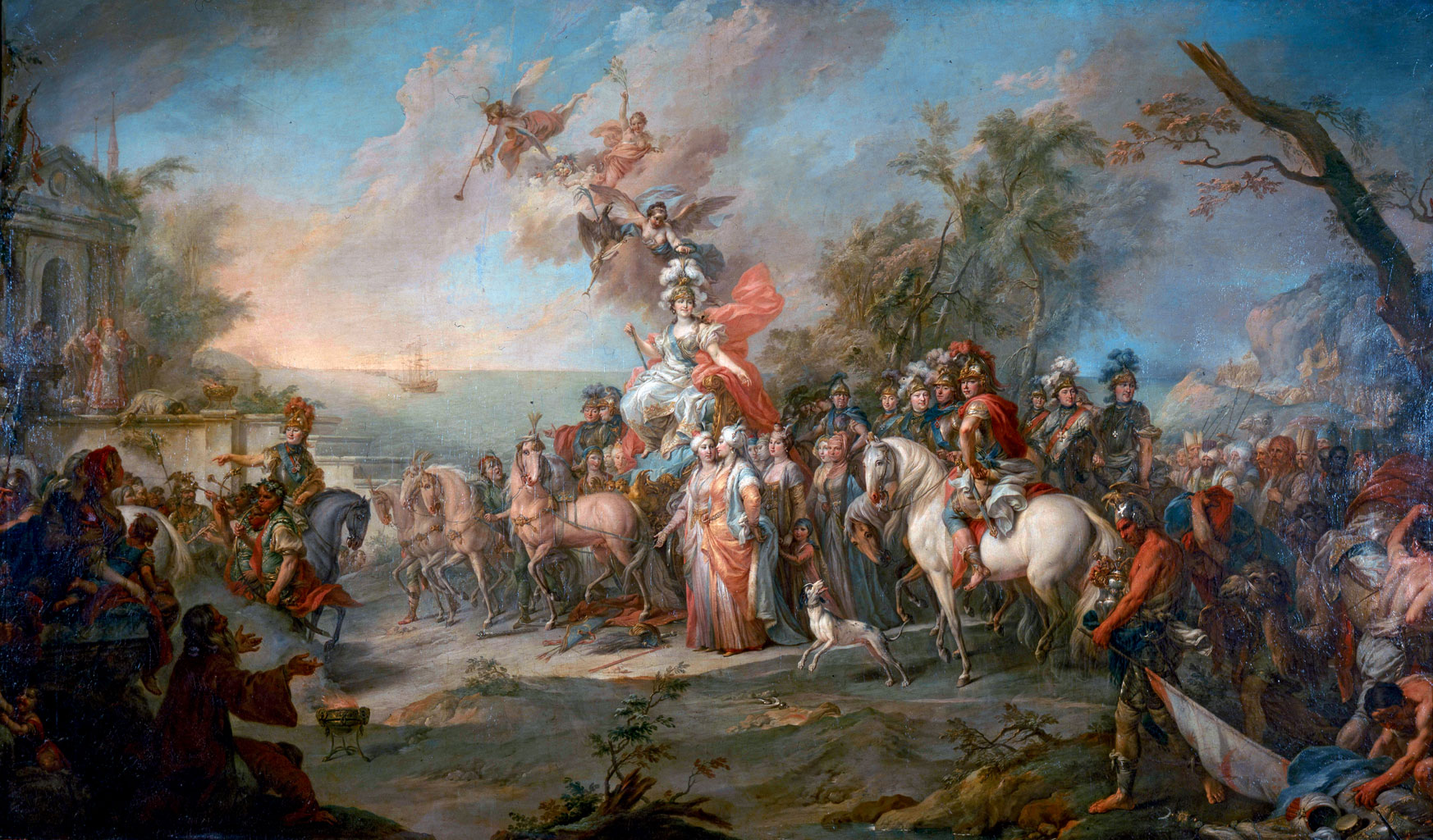
Alegoria de Catarina após a vitória russa na Guerra Russo-Turca de 1768-1774
Por Stefano Torelli, na Galeria Tretyakov

Enquanto Pedro, o Grande apenas tinha tido sucesso em conquistar parte do mar Negro nas campanhas de Azov, Catarina completou a conquista do sul que ele tinha iniciado. A imperatriz fez da Rússia a potência dominante do sudoeste europeu após a sua primeira Guerra Russo-Turca contra o Império Otomano (1768 - 1774), que provocou algumas das piores derrotas turcas da História, incluindo a Batalha de Chesma (5 a 7 de julho de 1770) e a Batalha de Kagul (21 de julho de 1770).
As vitórias russas permitiram ao governo de Catarina obter acesso ao mar Negro e incorporaram os vastos portos do sul da Ucrânia onde os russos fundaram as novas cidades de Odessa, Nikolayev, Yeakaterinoslav (literalmente: "a glória de Catarina) e Kherson. O Tratado de Küçük Kaynarca, assinado a 10 de julho de 1774, outorgou aos russos as províncias de Azov, Kerch, Yenikale, Kinburn e uma pequena linha de costa no Mar Negro entre os rios Dnieper e Bug. O tratado pôs termo às restrições impostas à marinha russa e ao comércio no mar de Azov, garantindo à Rússia a posição de protectora dos cristão ortodoxos no Império Otomano e fez da Crimeia um protectorado russo.
Catarina anexou a Crimeia em 1783, nove anos depois da mesma ter ganho a independência do Império Otomano com a ajuda russa. O palácio do khans da Crimeia passou para mãos russas. O Tratado de Küçük-Kainarji, assinado a 10 de julho de 1774, deu aos russos os "novos" territórios de Azov, Kerch, Yenikale, Kinburn e a pequena porção da costa do mar Negro entre os rios Dnieper e Bug.
Os otomanos voltaram às hostilidades na Segunda Guerra Russo-Turca (1787 - 1792). Esta guerra revelou-se catastrófica para os Otomanos e terminou com o Tratado de Jassy em 1792, que legitimou a conquista russa da Crimeia.

### Relações com a Europa Ocidental
Catarina ansiava por ser reconhecida como uma soberana iluminista. Foi ela a pioneira naquele que seria mais tarde o papel da Grã-Bretanha ao longo do século XIX, o de mediadora internacional de disputas que poderiam levar à guerra. Assim, foi ela a mediadora da Guerra de Sucessão da Baviera (1778 - 1779) entre a Prússia e a Áustria. Em 1780, criou a Liga de Neutralidade Armada, que tinha como objectivo defender mercadorias neutras da Marinha Real Britânica durante a Revolução Americana.
De 1788 a 1790, a Rússia pelejou na Guerra Russo-Sueca contra a Suécia, instigada pelo próprio primo de Catarina, o rei Gustavo III da Suécia. Esperando simplesmente adquirir os exércitos russos que ainda se encontravam a lutar contra o Império Otomano, e com a esperança de atacar São Petersburgo directamente, os suecos acabaram por sofrer pesadas derrotas por parte da esquadra báltica russa. Após a Dinamarca declarar guerra à Suécia em 1788 (a Guerra Teatral), a situação complicou-se para os suecos. Após a Batalha de Svensksund em 1790, ambos os partidos assinaram o Tratado de Värälä a 14 de agosto de 1790, devolvendo todos os territórios conquistados aos seus respectivos donos e a paz reinou durante vinte anos com a ajuda do assassinato do rei Gustavo III em 1792.

### Partição da Polónia

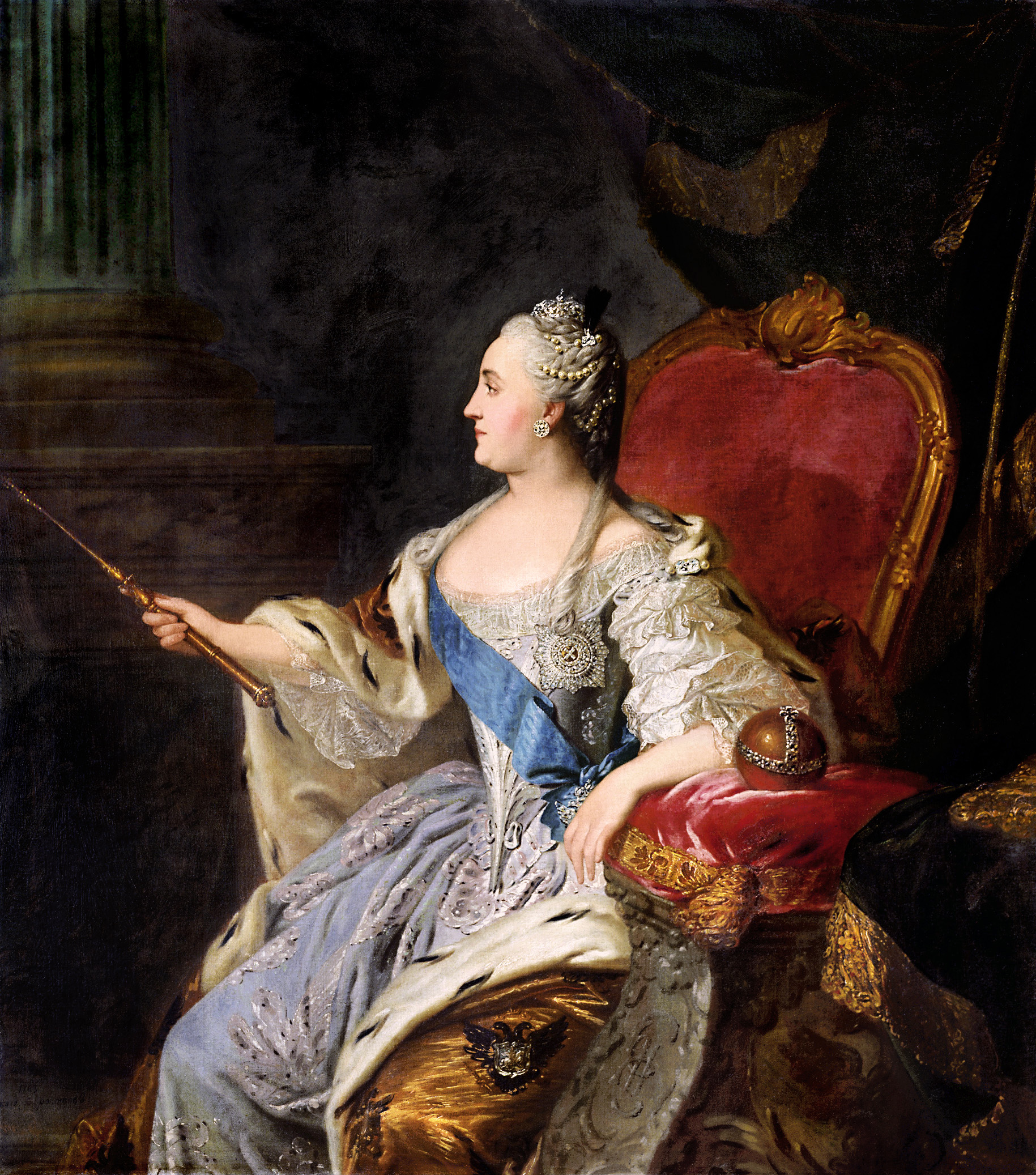
Catarina II da Rússia
Por Fedor Rokotov (1763, Tretyakov)

Em 1764, Catarina colocou Stanislaw Poniatowski, o seu antigo amante, no trono polaco. Apesar de a ideia das partições polacas ter vindo do rei Frederico, o Grande da Prússia, Catarina teve o papel principal na realização do projecto durante a década de 1790. Em 1768, tornou-se formalmente protectora da República das Duas Nações, uma decisão que aumentou o sentimento anti-russo na Polónia com o apoio da Confederação de Bar (1768 - 1772). Após reprimir a revolta, a imperatriz estabeleceu um sistema de governo completamente controlado pelo Império Russo através de um Conselho Permanente sob a supervisão de embaixadores e enviados.
Após a Revolução Francesa de 1789, Catarina rejeitou muitos dos princípios do iluminismo que antes tinha defendido. Temendo que a Constituição de Maio da Polónia (1791) pudesse levar ao renascimento da República das Duas Nações e que os movimentos democráticos crescentes dentro da mesma se pudessem converter numa ameaça para os monarcas europeus, Catarina decidiu intervir na Polónia. Ofereceu apoio ao grupo anti-reforma da Polónia, conhecido por Confederação Targowica. Após derrotar as forças patriotas polacas na Guerra em Defesa da Constituição (1792) e na Revolta Kościuszko (1794), a Rússia completou a partição da Polónia, dividindo todos os territórios que restavam da república com a Prússia e a Áustria .

### Relações com o Japão
A Oriente, os russos começaram a contribuir no comércio de peles em Kamchatka e nas Ilhas Curilas. Isto cultivou o interesse russo em negociar abertamente com o Japão a sul para encontrar mantimentos e comida. Em 1783, uma tempestade levou o almirante japonês Daikokuya Kōdayū, à costa das Ilhas Aleutas, que, na altura, constituíam território russo. As autoridades locais russas ajudaram-no a ele e aos seus homens e, então, o governo russo decidiu utilizá-lo como enviado de comércio. A 28 de junho de 1791, Catarina teve uma audiência com Kōdayū em Czarskoe Selo. Subsequentemente, em 1792, o governo russo enviou uma missão comercial liderada por Adam Laxnab até ao Japão. O governo Tokugawa recebeu a missão, mas as negociações falharam.

### Sistema bancário e finanças
Em 1768, foi incumbida ao Banco de Repartição a tarefa de criar as primeiras notas do governo russo, abrindo duas filiais em São Petersburgo e Moscovo em 1769. Depois seriam abertas várias filiais do banco em cidades menores. As notas eram atribuídas para pagamentos de quantias idênticas às das moedas que também eram entregues em troca de notas de banco.
O surgimento destes rublos por parte da repartição foram necessários devido aos grandes custos que o governo tinha com o exército e que levaram a uma escassez de prata no tesouro da corte (as transacções, principalmente no que dizia respeito ao comércio internacional, eram feitas quase exclusivamente em prata e ouro). Os rublos da repartição circularam com o mesmo valor dos rublos de prata e criou-se um forte mercado para a conversão entre os dois. O uso destas notas manteve-se até 1849.

## Artes e cultura

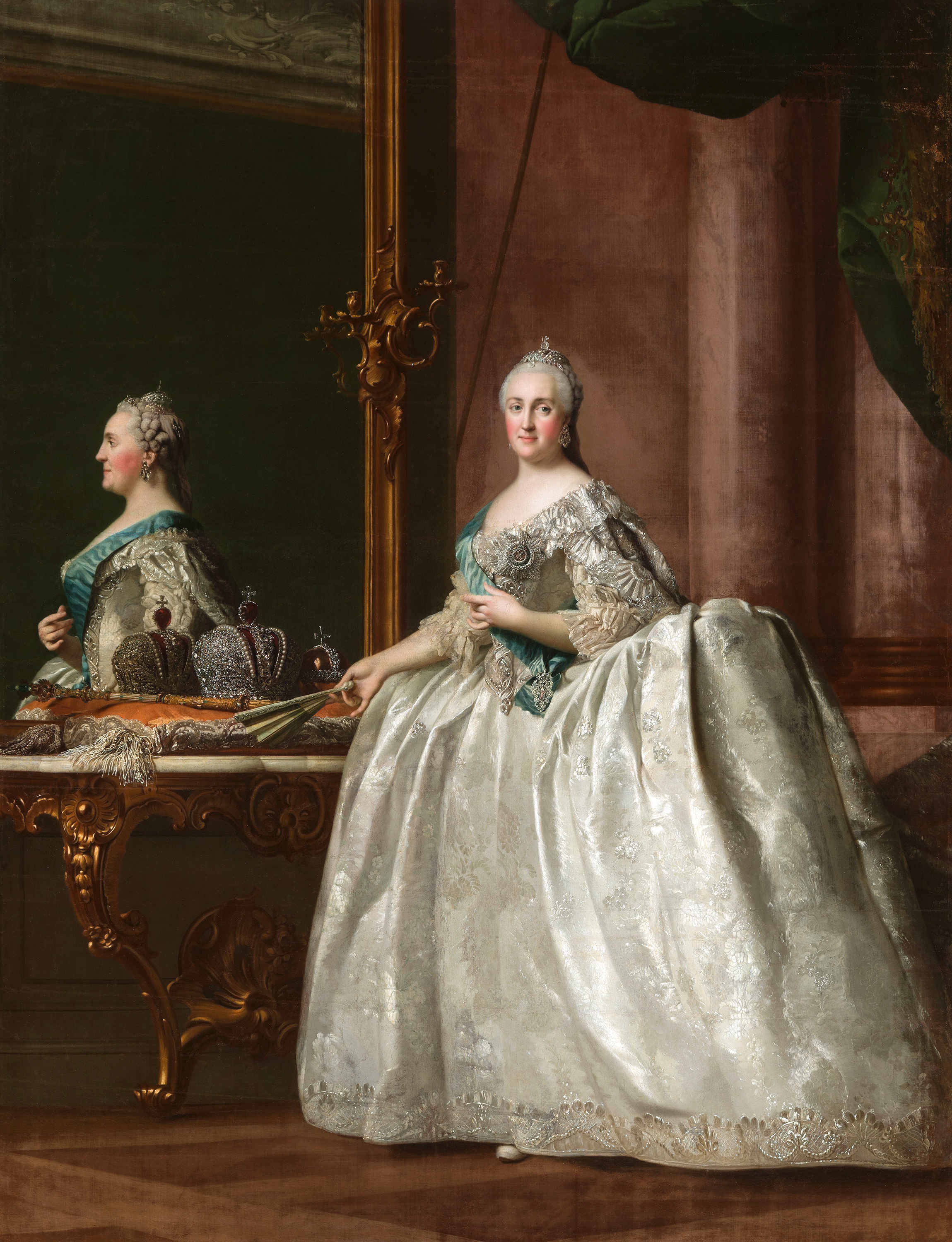
Retrato de Catarina, a Grande em frente a um espelho.
Por Vigilius Eriksen, 1762 no Museu Hermitage

Catarina tinha a reputação de ser uma mecenas das artes, literatura e educação. O Museu Hermitage, que agora ocupa o Palácio de Inverno inteiro, começou a partir da colecção privada da imperatriz. Com o incentivo do seu factótum, Ivan Betskoi, escreveu um manual para a educação de crianças, inspirando-se nas ideias de John Locke, e fundou em 1764, o conhecido Instituto Smolny, onde estudavam jovens meninas da nobreza.
Escreveu ainda comédias, ficção e uma autobiografia enquanto se correspondia com Voltaire, Diderot e d’Alembert, todos eles autores da primeira Enciclopédia que, mais tarde, cimentaram a sua reputação através da escrita. Os principais economistas da época, Arthur Young e Jacques Necker, tornaram-se membros estrangeiros da Sociedade Económica Livre seguindo a sugestão dela de se instalarem em São Petersburgo em 1765. Catarina também "roubou" os cientistas Leonhard Euler e Peter Simon Pallas de Berlim para a capital russa.
Catarina juntou Voltaire à sua causa e manteve correspondência com ele durante 15 anos desde a sua ascensão ao trono até à morte dele em 1778. O escritor premiou-a com epítetos, chamando-a de "a estrela do norte" e "Semíramis da Rússia" (uma referência à lendária rainha da Babilónia, um tema sobre o qual ele publicou uma tragédia em 1768). Apesar de ela nunca o ter conhecido em pessoa, Catarina ficou de luto pela sua morte, comprando toda a sua colecção de livros aos herdeiros dele, colocando-a na Biblioteca Nacional Russa.
Poucos meses depois da sua ascensão em 1762, tendo ouvido dizer que o governo francês planeava interceptar a publicação da Encyclopédie por a considerar antirreligiosa, Catarina propôs a Diderot completar o seu grande trabalho na Rússia sob a sua proteção.
Quatro anos depois, em 1766, iniciou a elaboração de uma forma de legislar os princípios do iluminismo que ela tinha adquirido através do estudo de filósofos franceses. Juntou uma grande comissão em Moscovo (praticamente um parlamento consultivo) composta por 652 membros de todas as classes sociais (oficiais, nobres, burgueses e camponeses) e de várias nacionalidades. A Comissão tinha de considerar as necessidades do Império Russo e os meios para os satisfazer. A própria imperatriz preparou as "Instruções para o Sentido da Assembleia", plagiando (tal como a própria admitiu) os grandes filósofos da Europa Ocidental, especialmente Montesquieu e Cesare Beccaria.
Como muitos dos seus princípios liberais assustavam os seus conselheiros mais moderados e experientes, Catarina deliberou-se em não os pôr em prática imediatamente. Depois de reunir mais de 200 membros, a chamada Comissão foi dissolvida sem chegar a nenhuma decisão prática.
Apesar disso, algumas leis posteriores (tal como o Estatuto da Administração Local de 1775, o Código da Navegação Comercial e o Código do Comércio de Sal de 1781, a Ordem da Polícia de 1782, a Carta da Nobreza e a Carta das Cidades de 1785, o Estatuto da Educação Nacional de 1782) mostravam algumas das tendências modernizadoras implícitas no Nakaz inicial de Catarina. Em 1777, a imperatriz descreveu a Voltaire as suas inovações legislativas numa Rússia apática que ia progredindo "aos poucos".
Durante o reinado de Catarina, os russos importaram e estudaram as influências europeias clássicas que inspiraram o Iluminismo Russo. Gavrila Derzhavin, Denis Fonvizin e Ippolit Bogdanovich foram os precursores dos grandes escritores do século XIX, especialmente de Alexander Pushkin. Catarina tornou-se uma grande mecenas da Ópera Russa.
Quando Alexander Radishchev publicou o seu "Diário de São Petersburgo Para Moscovo" em 1790 (um ano depois da Revolução Francesa) e chamou atenção para as revoltas devido às condições sociais deploráveis dos camponeses que eram detidos como servos, Catarina enviou-o para o exílio na Sibéria.

### Educação

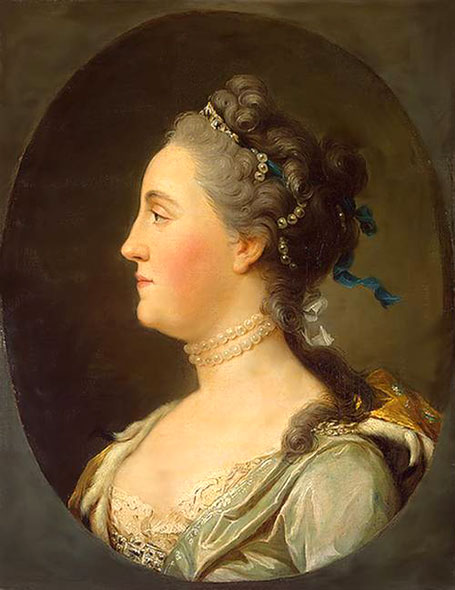
Catarina, a Grande.
Por Vigilius Eriksen, 1762 no Museu Hermitage

Catarina admirava os filósofos e a cultura ocidentais e queria rodear-se de pessoas que partilhavam as suas ideias dentro da Rússia. Acreditava que se podia criar um "novo tipo de pessoa" com a educação dos mais novos através do método europeu. Catarina acreditava que a educação podia modificar o espírito e as ideias russas para que estas se modernizassem. Para tal, era necessário desenvolver os indivíduos tanto intelectual como moralmente, fornecendo-lhes o conhecimento e as aptidões necessários para os dotar de responsabilidade cívica.
Catarina nomeou Ivan Betskoy para seu conselheiro em questões de educação. Através dele, foi reunindo informação sobre a Rússia e outros países na área das instituições educativas. Também criou uma comissão formada por T.N. Teplov, T. con Klingstedt, F.G. Dilthey e o historiador G. Muller. Consultou os pioneiros da educação na Grã-Bretanha, principalmente o reverendo Daniel Dumaresq e o doutor John Brown. Em 1764, convidou Daniel Dumaresq a visitar a Rússia e integrou-o na comissão educacional. A comissão estudou os projectos reformistas que tinham sido levados a cabo por I.I. Shuvalov sob a orientação da imperatriz Isabel e do czar Pedro III e recomendaram a criação de um sistema de educação para todos os súbditos russos ortodoxos dos cinco aos dezoito anos, excluindo os servos. Contudo, nada foi feito e nenhuma proposta feita pela comissão foi posta em prática devido aos cortes da comissão legislativa. Em julho de 1765, Daniel Dumaresq escreveu numa carta dirigida ao doutor John Brown, que a comissão passava por problemas e recebeu como resposta uma longa carta onde Brown enviava sugestões muito generais e pouco profundas para as reformas sociais e educacionais na Rússia. Brown defendia que, num país democrático, a educação tinha de ser controlada pelo estado e ter como base um código de conduta educacional. Também deu grande importância à "educação apropriada e efectiva do sexo feminino". Dois anos antes, Catarina tinha ordenado Ivan Betskoy a criar um programa geral para a educação dos súbditos de ambos os sexos. Este trabalho destacava que a criação de um "novo tipo de pessoas" isoladas do ambiente atrasado russo. A criação da Casa do Abrigo de Moscovo (o orfanato de Moscovo) foi a primeira tentativa de atingir esse objectivo. Nela entraram crianças problemáticas e fruto de relações fora do casamento com o objectivo da forma que o estado achasse correcta. Visto que a Casa do Abrigo de Moscovo não foi criada como uma instituição do estado, esta dava oportunidade de experimentar as novas teorias educacionais. Contudo, este projecto não teve sucesso, principalmente devido à elevada taxa de mortalidade entre os alunos que impediu que muitas crianças vivessem tempo suficiente para verificar se se tinham tornado nos súbditos iluminados que o estado tanto desejava.

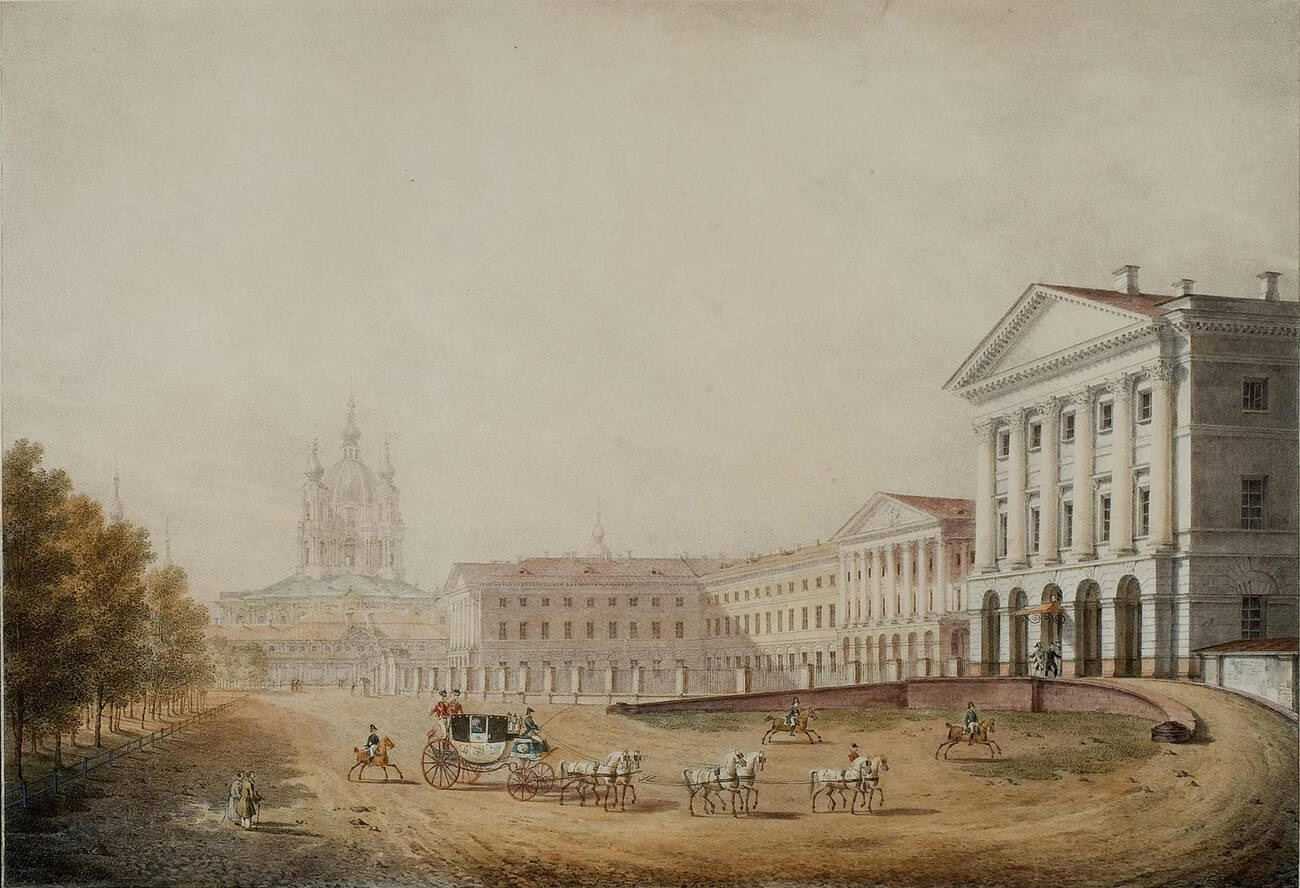
O Instituto Smolny em 1823

Pouco depois da criação da Casa do Abrigo de Moscovo, Catarina abriu o Instituto Smolny para jovens nobres com o objectivo de educar mulheres. O instituto foi o primeiro do género na Rússia. A princípio só se admitiam jovens da elite nobre, mas com o tempo também passou a aceitar jovens burguesas. As raparigas que frequentavam o Instituto Smolny eram frequentemente acusadas de ignorarem tudo o que se passava fora do instituto. Dentro das suas paredes, as jovens aprendiam francês, música, dança e total obediência à monarca. Havia uma disciplina rigorosa que era a base de conduta. Corridas e jogos eram proibidos e o edifício era mantido frio porque se acreditava que calor em excesso fazia mal ao desenvolvimento do corpo, assim como brincadeiras em excesso.
Nos anos entre 1768 e 1774, não houve grandes processos no sistema de educação nacional. Catarina continuou a investigar as teorias e práticas educacionais de outros países e levou a cabo várias reformas educacionais apesar de não haver um sistema nacional oficializado. A remodelação do corpo de cadetes em 1766 deu início a muitas dessas reformas. A partir de então, essa instituição começou a aceitar a entrada de crianças que educada desde muito cedo até aos vinte e um anos de idade. O currículo escolar foi alargado da tradicional educação militar para incluir ciências, filosofia, ética, história e direito internacional. Esta política no corpo de cadetes influenciou o ensino no corpo de cadetes da marinha e na escola de engenheiros de artilharia. Depois da guerra e da derrota de Pugachov, Catarina forçou a criação de escolas nas províncias que eram controladas por um governador.
Em 1782, Catarina já tinha formado outra comissão de educação para estudar a informação reunida sobre os sistemas de educação de vários países. O sistema que mais se destacou foi o de um matemático chamado F. Aepinus, que se mostrava a favor da adopção do sistema austríaco de educar todas as crianças ao mesmo nível. Além desta comissão, Catarina criou uma outra dedicada às escolas nacionais liderada por P.I. Zavadovsky. Esta comissão tinha o objectivo de organizar uma rede de escolas russas, formar professores e escrever livros de texto para as escolas. A 5 de agosto de 1786, foi promulgado o Estatuto Nacional da Educação Russa. Este estatuto criou uma rede de liceus e escolas primárias que funcionavam a duas velocidades nas capitais de estado e que eram de frequência gratuita para todas as classes sociais livres, o que excluía os servos. Também exigia detalhadamente que os súbditos fossem educados em todas as idades e o método de ensino que deveria ser adoptado. Além dos livros de consulta traduzidos pela comissão, os professores tinham ainda de saber o Guia dos Professores. Esta trabalho, dividido em quatro partes, descrevia os métodos de ensino, as matérias ensinadas, o comportamento do professor e o modo de funcionamento da escola.
O século XIX foi muito crítico em relação a este sistema, afirmando que Catarina não deu o apoio financeiro necessário para que o seu programa educacional funcionasse. Dois anos depois da implementação do programa de Catarina, um membro da comissão foi inspeccionar as escolas que tinham sido abertas. Por toda a Rússia, os inspectores encontraram respostas desiguais. Apesar de os nobres investirem grandes quantidades de dinheiro no projecto, preferiam enviar os filhos para escolas privadas com mais prestígio, enquanto as pessoas nas cidades tinham a tendência de criticar os métodos de ensino nas escolas privadas. Estima-se que cerca de 62 mil alunos foram educados em cerca de 549 escolas durante o reinado de Catarina, mas este era um número extremamente reduzido, tendo em conta o tamanho da população russa.

## Questões religiosas

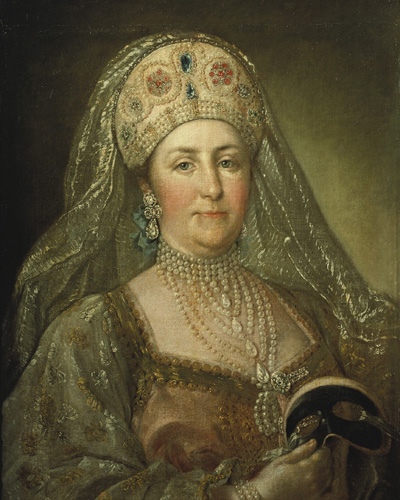
Catarina com o traje nacional russo

A aparente adopção completa de todas as coisas russas por parte de Catarina (incluindo a religião Ortodoxa) pode ter levado à indiferença que a imperatriz tinha com a religião. Não permitia que dissidentes edificassem capelas e acabou com o desacordo religioso depois da Revolução Francesa. Politicamente, Catarina explorou o cristianismo na sua política anti-otomana, promovendo o acolhimento e protecção de cristãos que se encontrassem sob as ordens do governo turco. Colocou restrições aos católicos romanos, principalmente os polacos e tentou regularizar e expandir o controlo exercido pelo estado sobre eles. Mesmo assim a Rússia de Catarina acolheu um grande número de jesuítas expulsos na época de vários países europeus, incluindo Portugal.

### Islão
Catarina tratou o Islão de várias maneiras durante o seu reinado. Entre 1762 e 1773, os muçulmanos foram expressamente proibidos de possuir servos ortodoxos e foram pressionados a converter-se à religião ortodoxa através de incentivos financeiros. Catarina prometeu obter mais servos de outras religiões e libertar prisioneiros religiosos se os muçulmanos se convertessem. A comissão legislativa de 1767 ofereceu vários lugares a pessoas que professavam abertamente a fé islâmica e prometeu proteger os seus direitos religiosos, mas acabaria por nunca o fazer. Muitos camponeses ortodoxos sentiam-se ameaçados por esta mudança súbita na política e queimaram mesquitas para demonstrar o seu descontentamento. Catarina escolheu integrar o Islão no estado em vez de o eliminar quando os protestos públicos contra a igualdade religiosa começaram a tornar-se cada vez mais violentos. Depois da publicação do édito "Tolerância Para Todas as Crenças" em 1773, os muçulmanos passaram a ter permissão para construir mesquitas e praticar todas as suas tradições, sendo a mais óbvia a peregrinação a Meca, algo que antes tinham sido proibidos de fazer. Catarina criou a Assembleia Espiritual Muçulmana de Orenburg para ajudar a regularizar as regiões habitadas por populações muçulmanas, bem como as suas práticas e ideais. Era a imperatriz quem fazia as nomeações para a assembleia e era ela, em conjunto com o governo, quem a financiava com o objectivo de controlar as práticas religiosas no império.
Em 1785, Catarina permitiu o financiamento de novas mesquitas e a criação de novas cidades habitadas apenas por muçulmanos numa nova tentativa de organizar e controlar passivamente as minorias do país. Ao criar novas cidades com mesquitas, Catarina esperava dar um lugar fixo aos nómadas do império, principalmente no sul da Rússia. Em 1786, Catarina incluiu as escolas muçulmanas no sistema de escolas russas para que estas pudessem ser reguladas pelo governo. O plano era mais uma tentativa de forçar as pessoas que não tinham uma residência fixa a fazê-lo e permitiu ao governo russo controlar mais pessoas, principalmente aquelas que, até então, se tinham conseguido esquivar à lei russa.

### Judaísmo

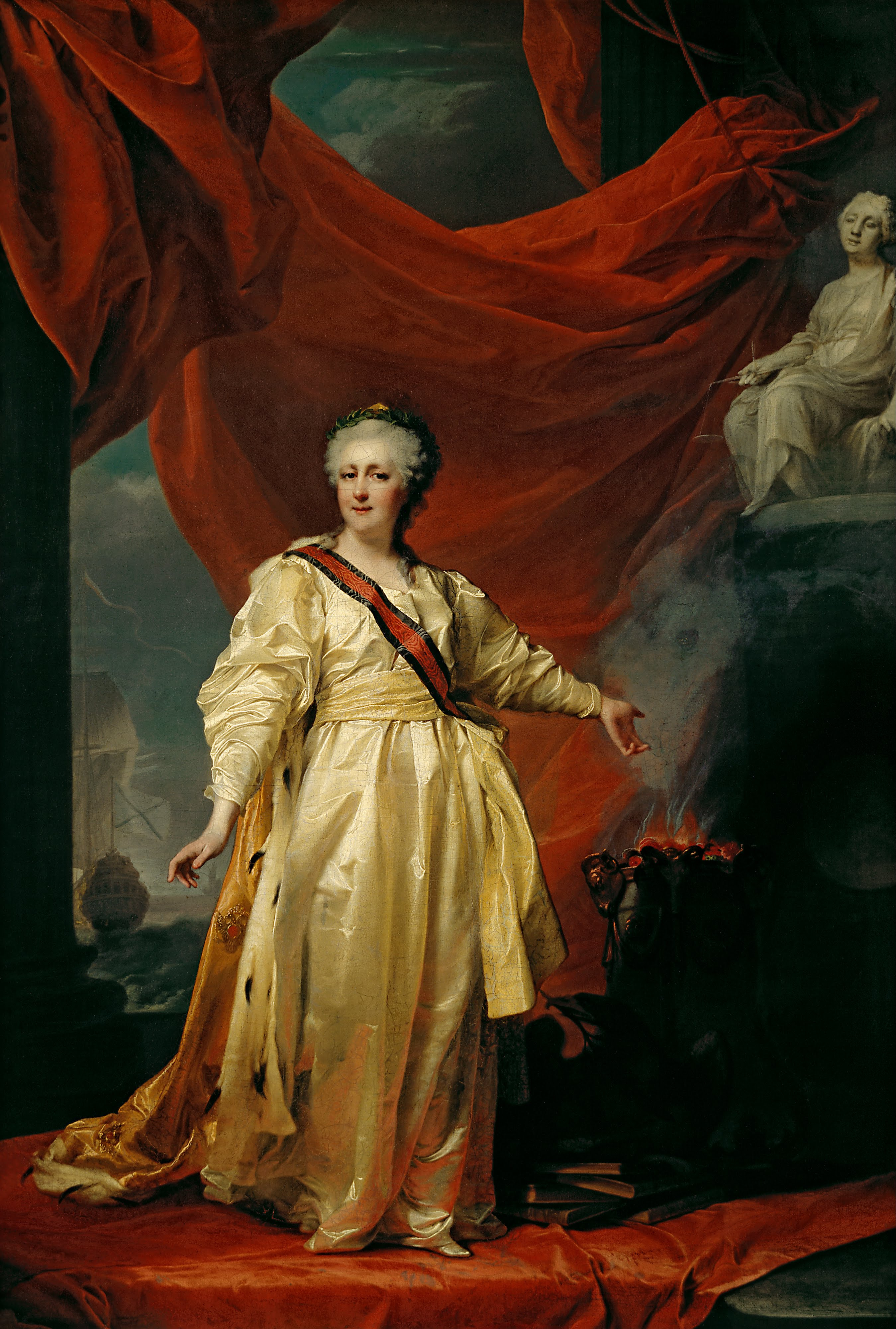
Catarina como Legisladora do Templo da Deusa Justiça
Por Dmitry Levitzky, na Galeria Tretiakov

A Rússia tratou frequentemente o judaísmo como uma entidade independente onde os judeus tinham um sistema legal e burocrático próprio. Apesar de o governo saber que o judaísmo existia, Catarina e os seus conselheiros não tinham uma verdadeira noção do que era um judeu, já que esse termo teve vários significados durante o seu reinado. O judaísmo foi uma religião minoritária e quase inexistente na Rússia até 1772. Quando Catarina concordou com a Primeira Partição da Polónia, os judeus foram tratados como se fossem uma facção independente da população devido à sua religião. Mantendo o estatuto que estes mantinham na Polónia, Catarina permitiu que os judeus se separassem da sociedade ortodoxa com certas restrições, taxando impostos mais altos a famílias judaicas. Se uma família se convertesse à religião ortodoxa, passava a estar isenta desta taxa. Os judeus que quisessem viver na sociedade ortodoxa tinham de pagar o dobro dos impostos que os seus vizinhos, mas se se convertessem à religião ortodoxa, passavam a ter permissão para entrar na classe mercantil e a adquirir quintas como qualquer outro cidadão livre russo.
Numa tentativa de incluir os judeus na economia russa, Catarina forçou a sua entrada na Carta das Cidades de 1782, com todos os seus direitos e leis. Embora este novo estatuto lhes trouxesse alguns benefícios, principalmente o de serem reconhecidos como tendo o mesmo estatuto de outros cidadãos ortodoxos, foram muitos os que tentaram aproveitar-se desta igualdade. Os ortodoxos não gostaram do novo estatuto dos judeus, principalmente por motivos económicos, visto que muitos deles eram banqueiros e mercadores. Catarina tentou afastar os judeus de certas esferas económicas, mesmo com a suposta igualdade. Em 1790, chegou mesmo a expulsar alguns cidadãos judaicos da classe média moscovita.
Em 1785, Catarina declarou que os judeus eram oficialmente estrangeiros com direitos estrangeiros. Esta atitude voltou a estabelecer a identidade própria que os judeus tinham tido anteriormente na Rússia. O decreto de Catarina também voltou a negar os mesmos direitos aos judeus que tinham os cidadãos ortodoxos. Os impostos também voltaram ao dobro em 1794 e Catarina declarou oficialmente que os judeus não tinham qualquer ligação com os russos.

### Igreja Ortodoxa Russa

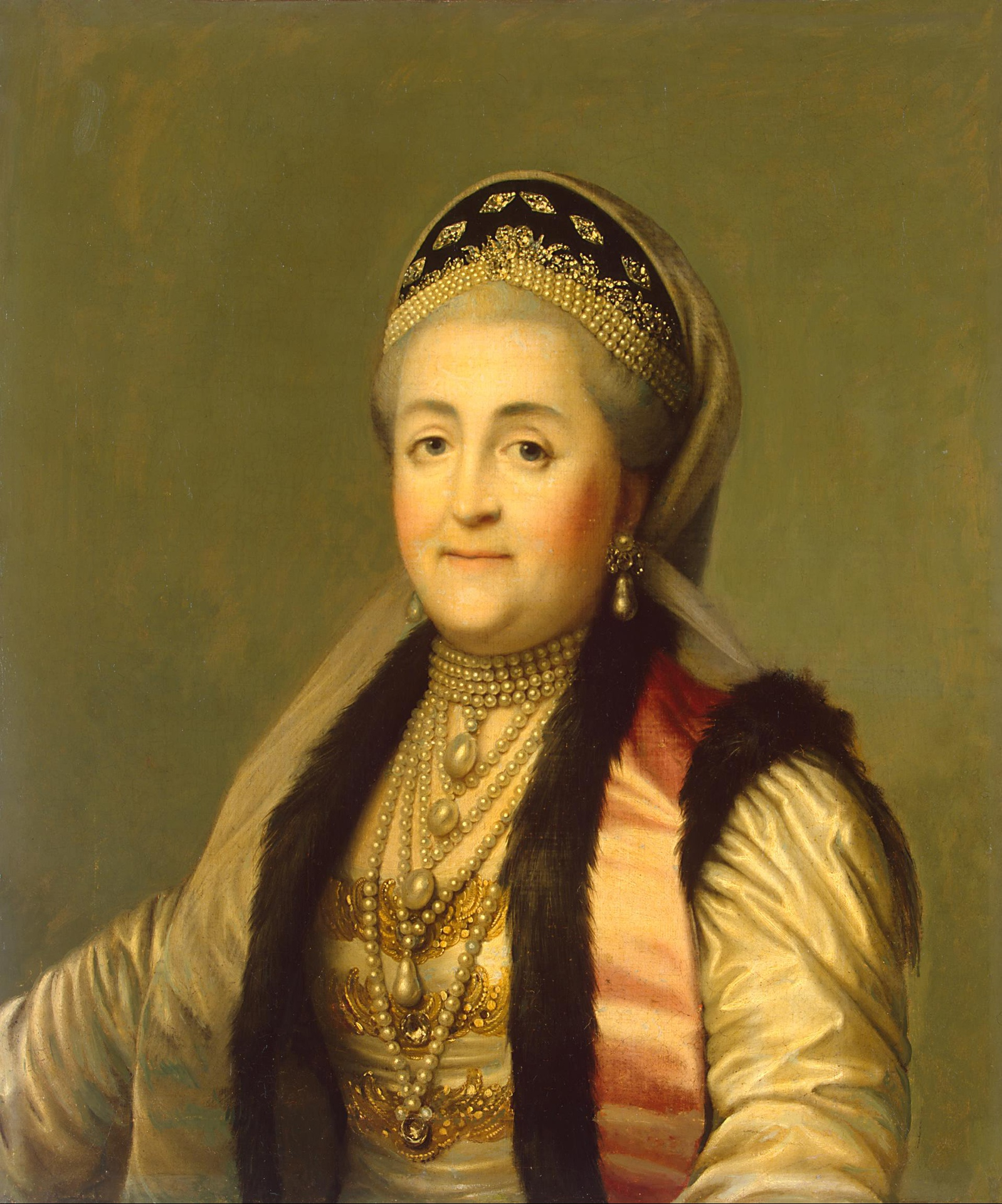
Catarina

A Igreja Ortodoxa Russa não se saiu melhor que as suas homólogas estrangeiras de várias maneiras durante o reinado de Catarina que acabou o que Pedro III tinha começado. As terras da igreja foram apropriadas pela coroa e o orçamento de todos os mosteiros e bispados passou a ser controlado pelo Colégio Económico. O lucro de terras que antes pertenciam à igreja foi substituído por uma renda do estado. As rendas geralmente tinham um valor muito inferior aos anteriores lucros. A imperatriz fechou 569 dos 954 mosteiros e apenas 161 deles recebia dinheiro do estado. Apenas 400 000 rublos da antiga fortuna da Igreja foram devolvidos. Enquanto outras religiões (como o Islão) receberam convites para integrar a Comissão Legislativa, o clero ortodoxo não teve direito a um único lugar. O papel da igreja ortodoxa no governo foi reduzido drasticamente durante o reinado de Catarina.
Em 1762, para ajudar a melhorar as relações entre a Igreja Ortodoxa e um sector chamado os Velhos Crentes, Catarina passou um decreto que permitia a esses exercer a sua fé sem interferências. Ao mesmo tempo em que promovia a tolerância religiosa, a imperatriz tentou fazer com que os membros deste sector voltassem à religião oficial do império. Quando eles se recusaram, Catarina enviou vinte mil Velhos Crentes para a Sibéria. Nos seus últimos anos de vida, Catarina corrigiu a sua opinião. Os Velhos Crentes puderam voltar a ter posições municipais depois da Carta Urbana de 1785 e a imperatriz prometeu liberdade religiosa a qualquer pessoa que desejasse viver na Rússia.
A educação religiosa também foi profundamente revista. Inicialmente, Catarina tentou rever apenas os estudos do clero, propondo uma reforma das escolas religiosas que nunca foi além de planos escritos. Em 1786, Catarina terminou com todos os programas de estudo religiosos e clericais da educação geral da população. Ao separar o interesse público dos interesses da igreja, a imperatriz deu início a uma secularização da vida comum russa, fazendo com que o clero passasse a ser uma comunidade segregada ao estado que precisava dele para sobreviver em vez de um grupo que tinha grande poder na Rússia.

## Vida pessoal
Durante o seu reinado, Catarina teve vários amantes que colocava frequentemente em altas posições do governo enquanto se interessava por eles, enviando-os para longe com grandes propriedades, pensões e servos quando a paixão se apagava. A percentagem de dinheiro estatal gasto na corte aumentou de 10,4% em 1767 para 11,4% em 1781 e 13,5% em 1795. Catarina ofereceu 66 000 servos entre 1762 e 1772, chegando mesmo a oferecer 100 000 num só dia, a 18 de agosto de 1795. Ao mesmo tempo que a igreja a apoiava na esperança de recuperar as suas antigas terras, Catarina comprava apoios no governo através de promoções-relâmpago, podendo mesmo promover uma pessoa catorze vezes num curto período de tempo independentemente do mérito que esta pudesse ter. Assim, o governo estava cheio de criados leais à imperatriz.
Após o caso amoroso com o seu amante e conselheiro Gregório Alexandrovich Potemkin ter acabado em 1776, este alegadamente passou a escolher candidatos para amantes da imperatriz que tivessem tanto beleza física como inteligência para a satisfazer (tais como Alexandre Dmitriev-Mamonov). Alguns destes homens amavam-na e ela sempre foi muito generosa com eles, mesmo depois de o romance terminar. Um dos seus amantes, Pyotr Zavadovsky, recebeu 50 000 rublos mais uma pensão de 5 000 rublos anuais e 4 000 servos na Ucrânia depois de ser dispensado. O último dos seus amantes, o príncipe Zubov, quarenta anos mais novo, provou ser o mais caprichoso e extravagante de todos. A dependência sexual da imperatriz levou a que nascessem várias lendas sobre ela.
Nas suas memórias, Catarina afirmou que o seu primeiro amante, Sergei Saltykov, era o verdadeiro pai do seu filho Paulo, no entanto este parecia-se fisicamente com o imperador Pedro III e as suas palavras podem ter sido apenas uma vingança perante o tratamento frio que recebia por parte do filho. Catarina mantinha o filho ilegítimo que tinha tido com Gregório Orlov, Alexis Bobrinskoy, em Tula, longe da corte, (mais tarde foi-lhe concedido o título de conde pelo seu meio-irmão Paulo.) Catarina e Orlov tiveram ainda outra criança, uma filha chamada Isabel Alexandrovna Alexeeva, nascida um ano depois de Alexis. Esta casou-se com Friedrich Maximilian Klinger de quem teve um filho chamado Alexandre que morreu novo em 1812.

### Poniatowski

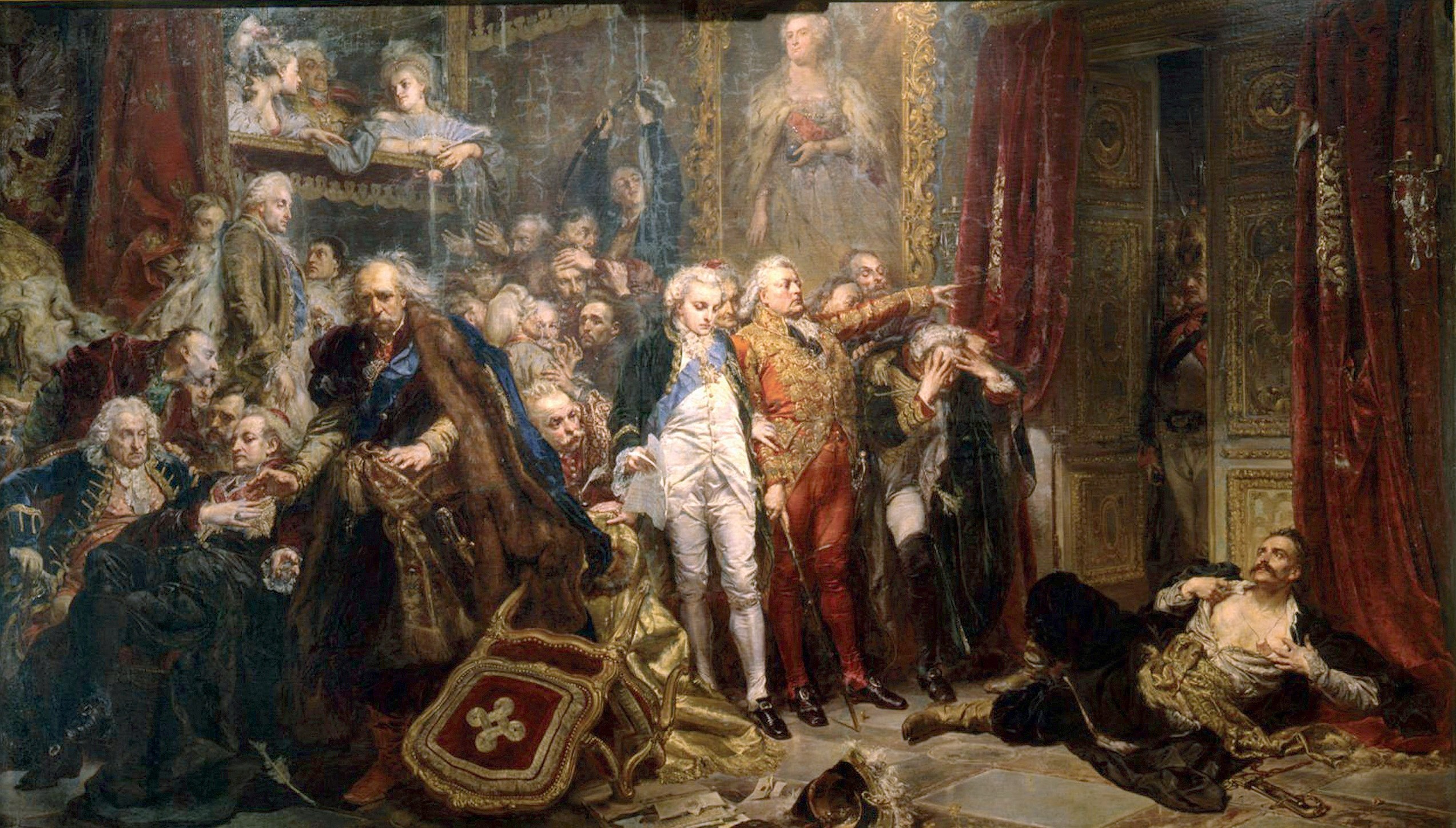
A Queda da Polónia
Por Jan Matejko, 1866, no Castelo Real de Varsóvia

Sir Charles Hanbury Williams, o embaixador de Inglaterra na Rússia, ofereceu a Stanislaus Poniatowski um lugar na embaixada se ele conseguisse fazer de Catarina sua aliada. Pelo lado da mãe, Poniatowski era descendente da família Czartoryski, magnata da nobreza polaca. Catarina, de vinte e seis anos, e já casada há cerca de dez, conheceu o atraente jovem de vinte e dois anos em 1755, muito antes de se encontrar com os irmãos Orlov. Dois anos depois, em 1757, Poniatowski prestou serviço militar do lado inglês durante a Guerra dos Sete Anos enquanto mantinha uma relação próxima com Catarina. A imperatriz teve uma filha dele, Anna Petrovna, nascida em 1757, e reconhecida por Pedro III.
O rei Augusto III da Polónia morreu em 1763 e o país precisava de escolher um novo governante. Catarina apoiou Poniatowski como candidato. Algumas pessoas acreditavam que Catarina tinha dito ao seu embaixador polaco, o Conde Kayserling, que queria ver o seu amante no trono, mas que ficaria satisfeita se o lugar fosse para Adam Czartoryski, o tio de Poniatowski.
Catarina enviou o exército russo à Polónia para evitar possíveis disputas. A Rússia invadiu a Polónia a 26 de agosto de 1764, ameaçando lutar e forçar Poniatowski a tornar-se rei. Ele aceitou o trono, colocando-se assim sob controlo de Catarina. A notícia sobre os planos de Catarina espalhou-se e Frederico II (ou o sultão otomano segundo outros relatos) avisou-a de que se ela tentasse conquistar a Polónia casando-se com o seu amante, toda a Europa se oporia fortemente.
Ela não tinha qualquer intenção de se casar com ele, tendo já dado à luz a criança de Orlov e do grão-duque Pedro. Catarina pediu então a Poniatowski que se casasse com outra para acabar com todas as suspeitas. Ele recusou e nunca se casou.
A Prússia (liderada pelo príncipe Henrique), a Rússia (de Catarina) e a Áustria (de Maria Teresa) começaram a preparar terreno para as Partições da Polónia. Na primeira partição em 1772, os poderes dividiram 52 000 km² entre si. A Rússia obteve os territórios da linha oriental ligando até certo ponto Riga, Polotsk e Mogilev.
Na Segunda Partição da Polônia, em 1793, a Rússia recebeu mais terra desde o oeste de Minsk quase até Kiev e também até o rio Dniepre, deixando alguns espaços de terreno baldio a sul, em frente de Ochakov no mar Negro.
Depois disto, as revoltas na Polónia levaram à Terceira Partição da Polônia, em 1795, um ano antes da morte de Catarina.

### Orlov

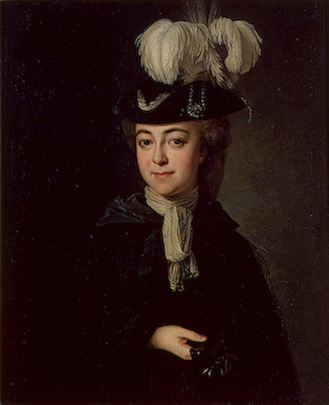
Alexei Grigorievich Bobrinsky, o filho de Catarina, a Grande com Gregório Orlov
No Museu Hermitage

Gregório Orlov, neto de um rebelde do Levantamento de Streltsy em 1698 contra Pedro, o Grande, distinguiu-se na Batalha de Zorndorf (25 de agosto de 1758), onde recebeu três feridas. Contrastava com o pró-prussianismo de Pedro com o qual Catarina discordava. Em 1759, Orlov e Catarina eram já amantes apesar de nenhum dos que sabiam tivesse informado o marido dela, o grão-duque Pedro. Catarina considerava Orlov útil e este acabaria por tornar-se instrumental no golpe de estado contra o czar em julho de 1761, mas Catarina sempre preferiu manter o título de imperatriz-viúva do que se casar com outro.
Gregório Orlov e os seus três irmãos foram recompensados com o título de condes, dinheiro, espadas e outros presentes. Mas Catarina não se casou com Gregório que provou não saber nada de política e ser inútil quando lhe eram pedidos conselhos. Recebeu um palácio em São Petersburgo quando Catarina se tornou imperatriz.
Orlov morreu em 1783. O seu filho com Catarina, Aleksey Grygoriovich Bobrinsky (1762 – 1813) teve uma filha, Maria Alexeevna Bobrinskaya, (1798 – 1835) que se casou em 1819 com o príncipe Nikolai Sergeevich Gagarin (1784 – 1842) que participou na Batalha de Borodino a 7 de setembro de 1812 contra Napoleão e, mais tarde, foi embaixador em Turim.

### Potemkin
Gregório Potemkin tinha estado envolvido no golpe de estado de 1762. Em 1772, os amigos próximos de Catarina informaram-na sobre os casos amorosos de Orlov com outras mulheres e ela dispensou-o. No inverno de 1773, a revolta de Pugachev tinha começado a tornar-se ameaçadora. O filho de Catarina, Paulo, começava também a ganhar apoio e ambos ameaçavam o seu poder. A imperatriz pediu ajuda a Potemkin (acima de tudo militar) e ele passou a dedicar-se inteiramente a ela.
Em 1772, Catarina escreveu a Potemkin. Dias antes tinha sido informada sobre uma revolta na região do Volga e nomeou o general Aleksandr Bibikov para a parar, mas precisava dos conselhos estratégicos de Potemkin.
Potemkin rapidamente conquistou posições e prémios. Os poetas russos escreviam sobre as suas virtudes, a corte louvava-o, os embaixadores estrangeiros lutavam pelo seu favor e a sua família mudou-se para o palácio. Mais tarde tornar-se-ia governador da Nova Rússia.
Em 1780, o filho da imperatriz Maria Teresa da Áustria, o imperador José II da Áustria, considerou a ideia de começar uma aliança com a Rússia e pediu para se encontrar com Catarina. Potemkin teve a tarefa de o receber e acompanhar até São Petersburgo.
Potemkin também convenceu Catarina a expandir as universidades na Rússia para aumentar o número de cientistas.
Potemkin adoeceu em agosto de 1783. Catarina ficou preocupada com o facto de ele poder não acabar aquilo que tinha planejado. Morreu aos cinquenta e dois anos em 1791.

## Últimos meses e morte

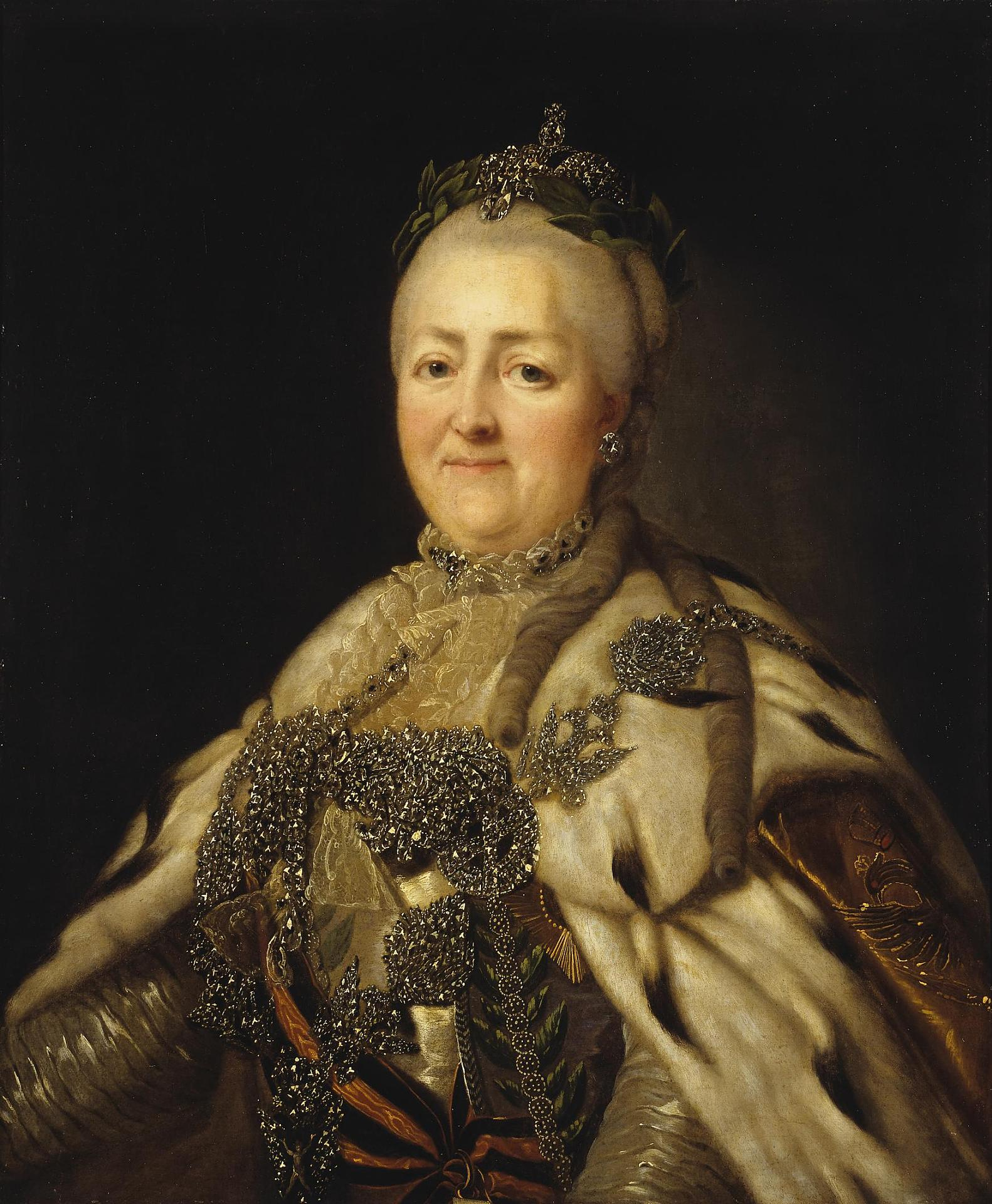
Catarina II
Por Carl-Ludwig Christinek, no Museu Histórico do Estado

Apesar de a vida e reinado de Catarina serem marcados por grandes sucessos, acabaram com dois fracassos. O seu primo sueco, o rei Gustavo IV Adolfo, visitou-a em setembro de 1796, numa altura em que Catarina desejava arranjar um casamento entre ele e a sua neta Alexandra. O noivado deveria ter sido anunciado num baile dado na corte imperial a 11 de setembro, mas Gustavo Adolfo sentiu-se pressionado a aceitar o facto de que Alexandra não tinha intenções de se converter ao luteranismo e, apesar de ter ficado encantado com a jovem, recusou-se a aparecer no baile e voltou para Estocolmo. Catarina ficou tão enfurecida com esta atitude que a sua saúde começou a piorar. Apesar de tudo conseguiu recuperar suficientemente bem para começar a planear uma cerimónia onde iria passar o trono directamente para o seu neto Alexandre, excluindo assim o filho Paulo da sucessão, mas acabaria por morrer de um acidente vascular cerebral antes de oficializar o plano.
A 16 de novembro de 1796, Catarina levantou-se cedo e tomou o seu café da manhã como de costume, seguindo pouco depois para o seu escritório para trabalhar. A sua criada, Maria Perekusikhina, perguntou se ela tinha dormido bem ao que a imperatriz respondeu que já não dormia bem há muito tempo.
Por volta das nove da manhã, Catarina foi até ao seu quarto de vestir e desmaiou. Preocupado com a demora, outro dos seus criados, Zakhar Zotov, abriu a porta do quarto e espreitou lá para dentro. O corpo de Catarina estava estendido no chão, o seu rosto estava roxo, o pulso fraco e a sua respiração era irregular e esforçada. Os criados levantaram a imperatriz do chão e levaram-na para o seu quarto. Cerca de quarenta e cinco minutos depois, o médico da corte, o escocês Dr. John Rogerson, chegou e concluiu que Catarina tinha sofrido um AVC. Apesar de todas as tentativas feitas para a reanimar, a imperatriz entrou em coma do qual nunca recuperou. Catarina recebeu a extrema-unção e morreu na noite seguinte, perto das nove e quarenta e cinco da noite. Foi realizada uma autópsia, no dia seguinte, que confirmou a morte por AVC.
O testamento sem data de Catarina, descoberto entre os seus papéis no início de 1792 pelo seu secretário Alexander Vasilievich Khrapovitsky, deixava instruções especificas para o seu funeral: "Deitem o meu corpo vestido de branco, com uma coroa dourada na cabeça na qual deve estar inscrito o meu nome cristão. O luto deve durar seis meses, nada mais, quanto menos tempo, melhor". No final, a imperatriz acabou por ser enterrada com uma coroa dourada e um vestido de brocado prateado. A 25 de novembro, o seu caixão, sumptuosamente decorado com um tecido dourado, foi colocado numa plataforma na câmara de velório da Grande Galeria, criada por Antonio Rinaldi.

## Descendentes
| Criança                       | Nascimento                                    | Morte                                                             | Notas |
| ----------------------------- | --------------------------------------------- | ----------------------------------------------------------------- | --- |
| Paulo I da Rússia             | 1 de outubro de 1754 São Petersburgo, Rússia  | 23 de março de 1801 Castelo Mikhailovsky, São Petersburgo, Rússia | Nasceu no Palácio de Inverno, casado com a princesa Guilhermina Luísa de Hesse-Darmstadt em 1773, sem descendência. Casado em segundas núpcias, em 1776, com a princesa Sofia Doroteia de Württemberg, com descendência: incluindo o futuro Alexandre I da Rússia e Nicolau I da Rússia. Ele foi o Imperador da Rússia de 1796 até seu assassinato em 1801. |
| Ana Petrovna da Rússia        | 9 de dezembro de 1757 São Petersburgo, Rússia | 8 de março de 1759 São Petersburgo, Rússia                        | Possível filha de Catarina e Estanislau Poniatowski. Ana nasceu no Palácio de Inverno entre as 10 e 11 horas, ela foi nomeada pela imperatriz Isabel em honra de sua irmã falecida, contra os desejos de Catatrina. Em 17 de dezembro de 1757, Ana foi batizada e recebeu a Grande Cruz da Ordem de Santa Catarina. A imperatriz Isabel foi sua madrinha e deu-lhe a Catarina, que não testemunhou nenhuma das celebrações, e a Pedro como presente uma quantia de 60 000 rublos. Isabel educou Ana, como havia feito com Paulo. Em suas memórias, Catarina não menciona a morte de Ana em 8 de março de 1759, embora tivesse ficado inconsolável na época da morte. O funeral de Ana ocorreu em 15 de março, no Mosteiro Alexandre Nevsky. Após o funeral, Catarina nunca mais mencionou sua filha morta, sempre preferindo filhos do sexo masculino. |
| Alexei Grygoriovich Bobrinsky | 11 de abril de 1762 São Petersburgo, Rússia   | 20 de junho de 1813 Bogoroditsk, Província de Tula, Rússia        | Nascido no Palácio de Inverno, ele foi criado em Bobriki; seu pai era o conde Gregório Grigoryevich Orlov. Casou-se com a baronesa Anna Dorothea von Ungern-Sternberg e descendência. Foi criado Conde Bobrinsky em 1796 e morreu em 1813. |
| Isabel Grigoryevna Temkina    | 13 de julho de 1775 Moscou, Rússia            | 25 de maio de 1854 Rússia                                         | Nascida muitos anos após a morte do marido de Catarina. Foi criada pelo conde Alexander Samoylov, e nunca foi reconhecida por Catarina. Foi sugerido que Isabel Grigoryevna Temkina era a filha ilegítimo de Catarina e Gregório Alexandrovich Potemkin, no entanto isto é considerado improvável. |

As atuais famílias reais da Grã-Bretanha, Dinamarca, Holanda e Espanha descendem de Catarina, a Grande.
Realeza britânica
A avó paterna do príncipe Filipe, Duque de Edimburgo, a grã-duquesa Olga Constantinovna da Rússia, é tataraneta de Catarina, fazendo de seu filho Rei Charles III do Reino Unido, seu neto Guilherme, principe de Gales e seu bisneto Jorge de Gales; os dois primeiros na linha de sucessão trono do Reino Unido da Grã-Bretanha e Irlanda do Norte, Canadá, Austrália e Nova Zelândia, descendentes de Catarina, a Grande.
Realeza dinamarquesa
A rainha Margarida II da Dinamarca e duplamente descendente de Catarina, a grã-duquesa Helena Pavlovna da Rússia, neta de Catarina, é a tataravó por via paterna de Margarida. A tataraneta de Catarina, a grã-duquesa Anastasia Mikhailovna da Rússia, é bisavó por via materna de Margarida.
Realeza holandesa
O rei Guilherme Alexandre dos Países Baixos é tataraneto de Ana Pavlovna da Rússia, neta de Catarina.
Realeza espanhola
A tataraneta de Catarina, Olga Constantinovna da Rússia, é tataravó por via materna do atual rei da Espanha, Felipe VI da Espanha